# Länsväg 194
De Zweedse weg 194 (Zweeds: Länsväg 194) is een provinciale weg in de provincie Västra Götalands län in Zweden en is circa 23 kilometer lang.

## Plaatsen langs de weg
- Skövde
- Värsås
- Hjo

## Knooppunten
- Riksväg 49 bij Skövde (begin)
- Länsväg 201
- Länsväg 195 bij Hjo (einde)